# Alto de Dima
El Alto del Dima o Puerto de Dima, es un puerto de montaña de 592 metros de altura, está situado en el macizo del Gorbea y el Parque natural de Urkiola de los Montes del Duranguesado o Sierra de Amboto, en el sureste de la provincia de Vizcaya, en el municipio de Dima. En sus cercanías se encuentran el Gorbeia, con una altitud de 1.482 m s. n. m., y el Urkiolamendi, con una altitud de 1.011 m s. n. m.
Junto a la cima del puerto se ubica el antiguo aeródromo de Dima (Dimako Aeródromo Zaharra). Durante la Guerra Civil Española esta pista fue utilizada como aeródromo militar por parte del bando republicano, hasta que fue tomado por las tropas nacionales. En la actualidad aterrizan algunas avionetas de uso forestal.
El collado de este alto es el punto mínimo de la prominencia del Pico Aneto (prominencia de 2.812 m).

## Detalles de la ascensión
La cima de la ascensión se encuentra a 592 metros (647,4 yd) sobre el nivel del mar. El desnivel de este ascensión por su cara norte (desde Igorre) es de 513 m (561 yd), con una longitud de 14,4 kilómetros (8,9 mi), con una pendiente media del 3.5% y una pendiente máxima del 7.7%. La zona de mayor pendiente, se encuentra en el tramo entre los 8 km (5 mi) y 5 km (3,1 mi) antes de la cima.